# Les Trésors de Picsou
Les Trésors de Picsou est un magazine lancé en 1998 par Disney Hachette Presse sous le nom de La Jeunesse de Picsou.

## Historique
Le magazine est initialement constitué d'un seul volume contenant l'intégrale de La Jeunesse de Picsou (1998) puis de deux tomes, publiés respectivement en 2004 et 2005, reprenant dans une nouvelle édition les mêmes histoires en y ajoutant dans le 2ème volume des épisodes BIS. Les premiers numéros publient La Jeunesse de Picsou, série de bande dessinée écrite et dessinée par Don Rosa et racontant le parcours du personnage de Picsou. Le premier volume (1998) publie intégralement sa jeunesse, quant aux deux tomes suivants, ils reprennent les douze chapitres constituant la trame principale, mais 6 épisodes BIS viennent se greffer dans le second volume (2005). En devenant Les Trésors de Picsou en 2006, la publication a désormais pour vocation de publier les meilleures histoires de Carl Barks, Don Rosa, Marco Rota, Daan Jippes et occasionnellement d'autres auteurs, agrémentées de couvertures d'époque inédites en France et d'articles explicatifs replaçant les récits dans leur contexte. Hors-série du mensuel Picsou Magazine, cette publication entend rassembler quatre fois par an une sélection des meilleures histoires de Picsou, Donald, Géo Trouvetou et d'autres personnages issus du même univers. L'essentiel des histoires publiées sont parues précédemment dans son aîné, parfois dans d'autres magazines édités par le même groupe. Dans une démarche patrimoniale, les récits classiques de Carl Barks constituent la base du matériel sélectionné ; les autres auteurs choisis étant influencés de près ou de loin par le créateur de Picsou. Une thématique (historique, géographique, saisonnière ou liée à un personnage récurrent) sert de fil rouge à chaque numéro. Si le rédactionnel cède souvent la place aux bandes dessinées, plusieurs articles ponctuent le magazine ; ceux-ci décrivent les influences des auteurs, les clin d'œils qu'ils ont pu glisser, les liens d'une histoire à l'autre ou la genèse d'un personnage, en rapport avec le thème du numéro. De nombreuses couvertures d'éditions étrangères des bandes dessinées Disney illustrent ces articles, majoritairement celles de comic books d'époque ; on y trouve également quelques toiles de Carl Barks, et en fin de numéro un inventaire chronologique des couvertures et illustrations réalisées par Don Rosa pour les publications de Disney. Depuis décembre 2016, à l'occasion des 70 ans du personnage de Picsou créé en 1947 par Carl Barks, le magazine republie dans une nouvelle version La Jeunesse de Picsou, narrée à travers les histoires de Don Rosa et des bandes dessinées bonus. L'intégralité des publications sera publiée de façon trimestrielle, en 7 numéros. Les épisodes originaux de Don Rosa racontant la jeunesse de Picsou sont accompagnés de bandes dessinées d'autres auteurs Disney ayant inspiré Don Rosa à créer sa célèbre série d'histoires. 
Depuis 2018 à 2022, le journal débute une nouvelle série, à savoir l'intégrale des histoires de Don Rosa, présentée chronologiquement et augmentée de nombreux documents historiques ainsi que d'illustrations et de commentaires de spécialistes du personnage de Picsou. À partir du numéro 61 de décembre 2022, le magazine change de formule avec plus d'inédits et se consacre comme indiqué dans le titre, aux grands maîtres de la BD Disney, à commencer par Daan Jippes pour quatre numéros, puis Luciano Bottaro pour trois numéros.

## Concept
- Format : couleur, couverture souple, dos carré, 244 pages de bandes dessinées dans l'univers de Donald Duck, Picsou & co.
- Périodicité : parution trimestrielle (quatre numéros par an) sous titrés printemps été automne et hiver
- Tranche d'âge : à partir de sept ans ; si le public jeunesse constitue le cœur de cible du magazine, celui-ci bénéficie également d'un lectorat d'âge plus varié.
- Prix de vente en kiosque : 29 F le numéro 1 ; 4,90 € du numéro 2 au 24 ; 5,50 € à partir du numéro 25. L'abonnement à Picsou Magazine inclut les Trésors de Picsou.
- Slogan : « 244 pages de BD en or ! Un hors-série exceptionnel de Picsou Magazine »

## Audience
Le magazine est tiré à 150 000 exemplaires par numéro, et diffusé dans la plupart des pays francophones (France, Belgique, Suisse, Maghreb, Québec). Il compte près de 16 000 abonnés.

## Liste des numéros
1. La Jeunesse de Picsou 0 (1er avril 1998)
2. La Jeunesse de Picsou 1 (1er juillet 2004) (9 histoires complètes signées Don Rosa)
3. La Jeunesse de Picsou 2 (1er juillet 2005) (10 histoires complètes signées Don Rosa)
4. Les Trésors de Picsou 3 (1er juillet 2006) (17 histoires signées Don Rosa)
5. Les Trésors de Picsou 4 (1er juillet 2007) (176 mètres de BD)
6. Les Trésors de Picsou 5 (1er novembre 2007)
7. Les Trésors de Picsou 6 (1er juillet 2008)
8. Les Trésors de Picsou 7 (1er octobre 2008)
9. Les Trésors de Picsou 8 (7 juillet 2008) (244 pages de BD castor ! [Castors Juniors])
10. Les Trésors de Picsou 9 (1er octobre 2008) (244 pages de BD fantasTick ! [Miss Tick])
11. Les Trésors de Picsou 10 - Spécial Rapetou (1er avril 2010)
12. Les Trésors de Picsou 11 - Picsou contre Gripsou (1er juillet 2010)
13. Les Trésors de Picsou 12 - Spécial Gontran (1er novembre 2010)
14. Les Trésors de Picsou 13 - Castors Juniors (1er janvier 2011)
15. Les Trésors de Picsou 14 - Spécial Donald (1er avril 2011)
16. Les Trésors de Picsou 15 - Spécial pirates (1er juillet 2011)
17. Les Trésors de Picsou 16 - Spécial Action (30 septembre 2011)
18. Les Trésors de Picsou 17 - Les aventuriers du Grand Nord (1er janvier 2012)
19. Les Trésors de Picsou 18 - Aventures spatiales (1er avril 2012)
20. Les Trésors de Picsou 19 - Aventuriers des 7 Mers (1er juillet 2012)
21. Les Trésors de Picsou 20 - Spécial Fantômes, monstres & Zombie (1er octobre 2012)
22. Les Trésors de Picsou 21 - Spécial Géo Trouvetou (4 janvier 2013)
23. Les Trésors de Picsou 22 - Spécial Légendes Antiques (1er mars 2013)
24. Les Trésors de Picsou 23 - Spécial En route pour les vacances ! (5 juillet 2013)
25. Les Trésors de Picsou 24 - Spécial Aventures en Asie ! (24 septembre 2013)
26. Les Trésors de Picsou 25 - Spécial Dinosaures et Préhistoire (24 décembre 2013)
27. Les Trésors de Picsou 26 - Spécial sou fétiche (1er avril 2014)
28. Les Trésors de Picsou 27 - Spécial Amérique du Sud ! (5 juillet 2014)
29. Les Trésors de Picsou 28 - Spécial Vikings ! (26 septembre 2014)
30. Les Trésors de Picsou 29 - Spécial chevaliers ! (24 décembre 2014)
31. Les Trésors de Picsou 30 - Spécial Riri, Fifi, Loulou ! (27 mars 2015)
32. Les Trésors de Picsou 31 - Aventures dans les îles (2 juillet 2015)
33. Les Trésors de Picsou 32 - Aventures sur 4 roues - Spécial 313 (24 septembre 2015)
34. Les Trésors de Picsou 33 - Aventures galactiques (23 décembre 2015)
35. Les Trésors de Picsou 34 - Aventures dans le ciel ! (24 mars 2016)
36. Les Trésors de Picsou 35 - Aventures aquatiques (25 juin 2016)
37. Les Trésors de Picsou 36 - Aventures dans la neige (22 septembre 2016)
38. Les Trésors de Picsou 37 (Hors-série collector) - La jeunesse de Picsou numéro 1 (15 décembre 2016) (+ Le poster de l'arbre généalogique et 8 stickers en cadeau)
39. Les Trésors de Picsou 38 (Hors-série collector) - La jeunesse de Picsou numéro 2 (14 mars 2017) (+ 8 nouveaux stickers en cadeau)
40. Les Trésors de Picsou 39 (Hors-série collector) - La jeunesse de Picsou numéro 3 (16 juin 2017) (+ 8 nouveaux stickers en cadeau)
41. Les Trésors de Picsou 40 (Hors-série collector) - La jeunesse de Picsou numéro 4 (16 septembre 2017) (+ 8 nouveaux stickers en cadeau)
42. Les Trésors de Picsou 41 (Hors-série collector) - La jeunesse de Picsou numéro 5 (15 décembre 2017) (+ 1 sticker géant en cadeau)
43. Les Trésors de Picsou 42 (Hors-série collector) - La jeunesse de Picsou numéro 6 (17 mars 2018) (+ 8 nouveaux stickers en cadeau)
44. Les Trésors de Picsou 43 (Hors-série collector) - La jeunesse de Picsou numéro 7 (20 juin 2018) (+ 8 ultimes stickers en cadeau)
45. Les Trésors de Picsou 44 (Hors-série collector) - L'intégrale des histoires de Don Rosa 1re partie 1987-1988 (18 septembre 2018) (+ 1 poster géant en cadeau)
46. Les Trésors de Picsou 45 (Hors-série collector) - L'intégrale des histoires de Don Rosa 2e partie 1988-1989 (19 décembre 2018)
47. Les Trésors de Picsou 46 (Hors-série collector) - L'intégrale des histoires de Don Rosa 3e partie 1989-1990 (19 mars 2019) (+ 1 poster géant en cadeau)
48. Les Trésors de Picsou 47 (Hors-série collector) - L'intégrale des histoires de Don Rosa 4e partie 1990-1991 (20 juin 2019)
49. Les Trésors de Picsou 48 (Hors-série collector) - L'intégrale des histoires de Don Rosa 5e partie 1991-1992 (14 septembre 2019) (+ 1 poster géant en cadeau)
50. Les Trésors de Picsou 49 (Hors-série collector) - L'intégrale des aventures de Don Rosa 6e partie 1992-1994 (20 décembre 2019)
51. Les Trésors de Picsou 50 (Hors-série collector) - L'intégrale des aventures de Don Rosa 7e partie 1994-1995 (10 avril 2020)
52. Les Trésors de Picsou 50A (Hors-série collector) - L'intégrale des aventures de Don Rosa 7e partie 1994-1995 (10 avril 2020)[1]
53. Les Trésors de Picsou 50B (Hors-série collector) - L'intégrale des aventures de Don Rosa 7e partie 1994-1995 (10 avril 2020) (couverture variante)[2]
54. Le coffre de Picsou 1 (Hors-série collector) - L'intégrale des aventures de Don Rosa 7e partie 1994-1995 (10 avril 2020) (Même couverture que le 50B, publié sous un nom de publication différent)[3]
55. Les Trésors de Picsou 51 (Hors-série collector) - L'intégrale des aventures de Don Rosa 8e partie 1995-1996 (27 juin 2020)
56. Les Trésors de Picsou 52 (Hors-série collector) - L'intégrale des aventures de Don Rosa 9e partie 1996-1997 (15 septembre 2020) (+ 1 poster géant en cadeau)
57. Les Trésors de Picsou 53 (Hors-série collector) - L'intégrale des aventures de Don Rosa 10e partie 1997-1998 (16 décembre 2020)
58. Les Trésors de Picsou 54 (Hors-série collector) - L'intégrale des aventures de Don Rosa 11e partie 1998-1999 (16 mars 2021) (+ 1 poster géant en cadeau)
59. Les Trésors de Picsou 55A (Hors-série collector) - L'intégrale des aventures de Don Rosa 12e partie 1999 (16 juin 2021)[4]
60. Les Trésors de Picsou 55B (Hors-série collector) - L'intégrale des aventures de Don Rosa 12e partie 1999 (16 juin 2021) (contenu variant)[5]
61. Les Trésors de Picsou 56 (Hors-série collector) - L'intégrale des aventures de Don Rosa 13e partie 2000-2001 (17 septembre 2021) (+ 1 poster géant en cadeau)
62. Les Trésors de Picsou 57 (Hors-série collector) - L'intégrale des aventures de Don Rosa 14e partie 2002 (15 décembre 2021)
63. Les Trésors de Picsou 58 (Hors-série collector) - L'intégrale des aventures de Don Rosa 15e partie 2002 (16 mars 2022)
64. Les Trésors de Picsou 59 (Hors-série collector) - L'intégrale des aventures de Don Rosa 16e partie 2003 (14 juin 2022)
65. Les Trésors de Picsou 60 (Hors-série collector) - L'intégrale des aventures de Don Rosa 17e partie 2004 (14 septembre 2022) (Dernier numéro de la collection sur Don Rosa)
66. Les Trésors de Picsou 61 (Hors-série collector) - Les grands maîtres de la BD Disney - Daan Jippes Tome 1 (16 décembre 2022)
67. Les Trésors de Picsou 62 (Hors-série collector) - Les grands maîtres de la BD Disney - Daan Jippes Tome 2 (15 mars 2023)
68. Les Trésors de Picsou 63 (Hors-série collector) - Les grands maîtres de la BD Disney - Daan Jippes Tome 3 (juin 2023)
69. Les Trésors de Picsou 64 (Hors-série collector) - Les grands maîtres de la BD Disney - Daan Jippes Tome 4 (septembre 2023)
70. Les Trésors de Picsou 65 (Hors-série collector) - Les grands maîtres de la BD Disney - Luciano Bottaro Tome 1 (décembre 2023)
71. Les Trésors de Picsou 66 (Hors-série collector) - Les grands maîtres de la BD Disney - Luciano Bottaro Tome 2 (mars 2024)
72. Les Trésors de Picsou 67 (Hors-série collector) - Les grands maîtres de la BD Disney - Luciano Bottaro Tome 3 (juin 2024)
73. Les Trésors de Picsou 68 (Hors-série collector) - Les grands maîtres de la BD Disney - Daniel Branca (septembre 2024)
74. Les Trésors de Picsou 69 (Hors-série collector) - Les grands maîtres de la BD Disney - William Van Horn Tome 1         (18 décembre 2024)
75. Les Trésors de Picsou 70 (Hors-série collector) - Les grands maîtres de la BD Disney - William Van Horn Tome 2    (19 mars 2025)
76. Les Trésors de Picsou 71 (Hors-série collector) - Les grands maîtres de la BD Disney - Giovan Battista Carpi               (20 juin 2025)